# Şımarık
Singles de Tarkan
Şıkıdım
Şımarık est le titre d'une chanson de Tarkan écrite par Sezen Aksu, et composée par Tarkan et Ozan Çolakoğlu. 
Initialement extraite de l'album Ölürüm Sana, la chanson Şımarık est également présente sur le premier best of de Tarkan sorti en France en 1997 puis dans le reste de l'Europe en 1998.
La chanson est caractérisée par son refrain dans lequel on peut entendre deux baisers bruyants. On pourrait l'écrire "smack-smack".
Le clip vidéo est tourné à Marseille et il est réalisé par Emmanuel Saada.

## Formats
CD single France
1. Şımarık (Radio Edit) 3:10
2. Şımarık (Malagutti Remix Edit) 3:14
3. Şımarık (Malagutti Remix Extended) 7:00

CD maxi
1. Şımarık (Radio Edit) 3:10
2. Şımarık (Malagutti Remix) 4:45
3. Şımarık (Long Version) 3:55
4. Şımarık (Extended Malagutti Version) 7:00

## Classements
| Pays                                    | Meilleure position |
| --------------------------------------- | ------------------ |
| Allemagne (Media Control AG)            | 6                  |
| Autriche (Ö3 Austria Top 40)            | 14                 |
| Belgique (Flandre Ultratop 50 Singles)  | 5                  |
| Belgique (Wallonie Ultratop 50 Singles) | 1                  |
| France (SNEP)                           | 3                  |
| Norvège (VG-lista)                      | 2                  |
| Suède (Sverigetopplistan)               | 3                  |
| Pays-Bas (Single Top 100)               | 3                  |
| Suisse (Schweizer Hitparade)            | 3                  |

## Reprises
La chanson a été reprise plusieurs fois, entre autres en 2002 par la chanteuse australienne Holly Valance en anglais sous le titre Kiss Kiss.

## Au cinéma
On retrouve la chanson dans plusieurs films, dont Beau Travail.